# Трељо
Трељо (итал. Treglio) је насеље у Италији у округу Кјети, региону Абруцо.
Према процени из 2011. у насељу је живело 642 становника. Насеље се налази на надморској висини од 197 м.

## Становништво
Према резултатима пописа становништва 2011. у општини је живело 1.575 становника.
| 1931. | 1936. | 1951. | 1961. | 1971. | 1981. | 1991. | 2001. | 2011. |
| ----- | ----- | ----- | ----- | ----- | ----- | ----- | ----- | ----- |
| 1.168 | 1.114 | 1.122 | 942   | 769   | 879   | 1.133 | 1.236 | 1.575 |